# الإدارة العسكرية (ألمانيا النازية)
 خلال الحرب العالمية الثانية، أنشأت ألمانيا النازية أنظمة يقودها الجيش في المناطق المحتلة التي كانت تعرف باسم الإدارة العسكرية أو سلطة الإدارة العسكرية ((بالألمانية: Militärverwaltung)). هذه تختلف عن مفوضية الرايخ التي كان يقودها مسؤولون في الحزب النازي. وكان على رأس الإدارة العسكرية عادة «قائد عسكري» Militärbefehlshaber.

## الرتب
المسؤولون في الإدارة العسكرية، بغض النظر عن الخدمة في الفيرماخت، أو اقتصاد الحرب، أو منشآت التعليم العسكري، أو الأنظمة التي يقودها الجيش في الأراضي المحتلة، إلخ، كانوا يرتدون شارات رتبة عسكرية مشابهة لتلك الموجودة في الفيرماخت، والتي تتميز باللون الرئيسي للفيالق (de: Hauptfarbe) الأخضر الداكن، والألوان الثانوية المختلفة (de: Nebenfarben) كذلك.
وكانت رتب وشارات رتبة الإدارة العسكرية على النحو التالي. 

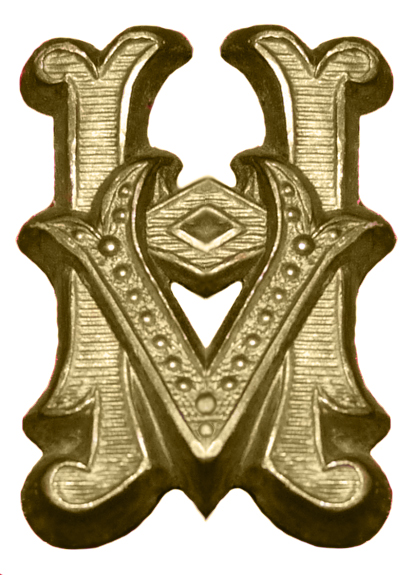
HV (de: Heeresverwaltung) شعار المعدن الأصفر

1. كبير الموظفين العامين (de: Generaloberstabsintendant [ما يعادل OF8، رتبة ثلاث نجوم])؛ لون السلاح «الأحمر الداكن» لمسؤولي الجيش برتبة ضابط عام
2. مدير وزاري (Ministerialdirektor، أي ما يعادل OF7، رتبة نجمتين)؛ لون السلاح «الأحمر العميق» لمسؤولي الجيش برتبة ضابط عام
3. فيلق´ intendant (Korpsintendant، ما يعادل OF6، رتبة نجمة واحدة) ؛ لون السلاح «الأحمر الداكن» لمسؤولي الجيش برتبة ضابط عام
4. كبير قضاة محكمة الحرب (Oberkriegsgerichtsrat، أي ما يعادل OF5، رتبة عقيد)؛ لون السلاح «أزرق فاتح» لمسؤولي النظام القضائي العسكري.
5. كبير المديرين (Oberintendanturrat، أي ما يعادل OF4، رتبة ملازم أول)؛ لون السلاح «كارمين» للمسؤولين في تعيينات الموظفين
6. المسؤول الرئيسي في Remonte (Remontenamtsvorsteher، أي ما يعادل OF3، الرتبة الرئيسية)؛ لون السلاح «الأصفر» إلى remonte المسؤولين
7. صيدلي الموظفين (Stabsapotheker، أي ما يعادل OF2، رتبة نقيب)؛ لون السلاح «الأخضر الفاتح» لمسؤولي الجيش من الأدوية
8. مفتش قضائي في الجيش (Heeresjustizinspektor، ما يعادل OF1a، رتبة ملازم أول)؛ لون السلاح «أزرق فاتح» لمسؤولي النظام القضائي العسكري
9. مسؤول الأسلحة (Waffenmeister مكافئ OF1b، رتبة ملازم ثان)؛ لون السلاح «الأسود» لمسؤولي الجيش من الرتب الفنية التعيين
10. سيد سلاح الجيش (رتبة Heereswekmeister مكافئ WO2، رتبة Oberfähnrich (NVA))؛ لون السلاح «الأسود» لمسؤولي الجيش في رتبة التعيين الفني
11. مسؤول المتجر (Magazinmeister مكافئ WO2، رتبة فانيريتش (NVA)) لون السلاح «الأسود» لمسؤولي الجيش في رتبة التعيين الفني

## مواقع
- الإدارة العسكرية في بلجيكا وشمال فرنسا (بالألمانية: «Militärverwaltung in Belgien und Nordfrankreich»)
- الإدارة العسكرية في فرنسا (بالألمانية: «Militärverwaltung in Frankreich»)
- الإدارة العسكرية في اليونان (بالألمانية: «Militärverwaltung in Griechenland»)
- الإدارة العسكرية في لوكسمبورغ (باللغة الألمانية: «Militärverwaltung Luxembourgurg»)
- الإدارة العسكرية في صربيا (بالألمانية: «Militärverwaltung in Serbien»)
- الإدارة العسكرية في الاتحاد السوفيتي (بالألمانية: «Militärverwaltung in der Sowjetunion»)، مقسمة إلى مناطق عمليات («Operationszone Ost») خلف الجبهة مباشرة، والمناطق الخلفية للجيش («Rückwärtige Heeresgebieten») بعيدًا.
- الإدارة العسكرية في بولندا (باللغة الألمانية: "Militärverwaltung in Polen")، تم تقسيمها لاحقًا إلى أقاليم تم ضمها مباشرةً إلى ألمانيا، والحكومة العامة ("Generalgouvernement").